# ザポリージャ市電
ザポリージャ市電（ウクライナ語: Запорізький трамвай、ロシア語: Запорожский трамвай）は、ウクライナの都市・ザポリージャ市内に存在する路面電車。2020年現在、路線バスやトロリーバス（ザポリージャ・トロリーバス）と共に、ザポリージャ市の公営企業体であるザポロージェエレクトロトランス（Запоріжелектротранс）によって運営される。

## 歴史
ザポリージャ市内に路面電車を建設する計画は、同都市の名前がアレクサンドロフスクであったロシア帝国時代の19世紀末から始まり、発電所や街頭の建設と合わせたザポリージャの近代化の一環として建設が行われる予定であったが、莫大な費用が問題となり市議会により却下された。1911年にもベルギーの企業の参入により、市内中心部と郊外の療養所を結ぶ路面電車の計画が打ち出されたものの、こちらも実現することはなかった。
その後、ロシア革命やソビエト連邦（ソ連）成立、地名のザポリージャへの変更を経た後、同市ではソ連主導による大規模な工業地帯の開発が行われた。当初、従業員の輸送にはソ連国鉄が用いられたが、効果的な輸送においては不十分であった。そこで、1930年にソ連政府はザポリージャに路面電車を敷設する計画を立て、同年から建設が始まった。途中区間にある橋梁の再建や変電所の建設などの周辺施設の整備も経て、1932年7月17日に市街地と工場を結ぶ最初の区間が営業運転を開始した。
延伸は同年10月から始まり、開通から6年後の1938年の時点でザポリージャ市電は市街地やソ連国鉄の駅から郊外地域、工場を結ぶ6系統・22.8 kmの路線網へと成長した。その後も延伸は続き、1940年の営業キロは75 kmにも達した。当時は全線とも単線であり、2軸車による単行運転に加え、電動車2両が付随車1両を挟む3両編成も運行していた。路面電車の急速な拡張はザポリージャの発展にも大きく貢献し、パリ万博やニューヨーク万博におけるソ連の代表都市としてザポリージャが選ばれる要因ともなった。

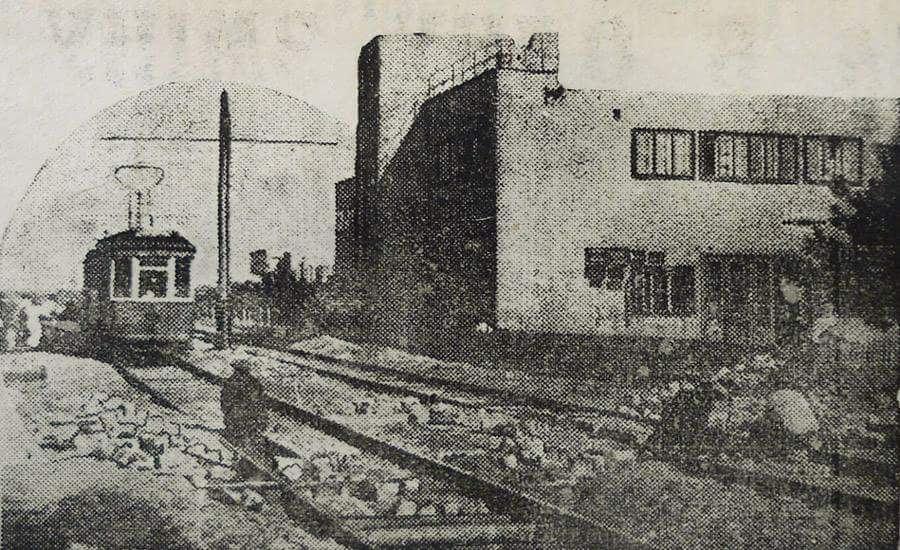
開業当初のザポリージャ市電（1936年撮影）
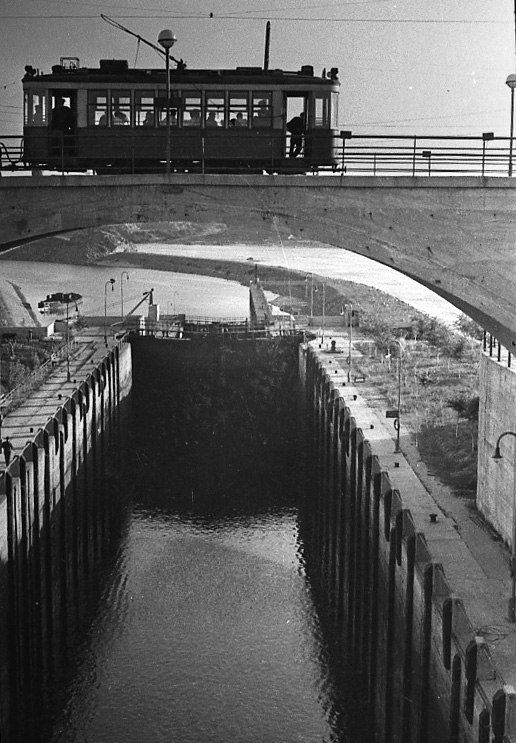
開業時に導入された2軸車・Kh（1939年撮影）

だが、第二次世界大戦（大祖国戦争）の中でザポリージャはドイツ軍の占領下に置かれ、戦闘の中で路面電車は車両、施設などに甚大な被害を受けた。運行が再開したのは解放後の1944年10月11日となり、1940年代の終わりまで復旧工事が続いたが、戦前に存在した系統のうち4号線のみ運行を再開する事なく廃止された。
一方、1950年代からはトロリーバス（ザポリージャ・トロリーバス、1949年開通）と共に路線の延伸が再開され、1961年には車庫の増設（第2車庫、депо № 2）も実施された。車両についても輸送力が高いボギー車の増備が続き、2軸車は1986年までに営業運転を終了した。また1965年からはチェコスロバキア製の高性能路面電車・タトラT3の導入が始まり、1980年代まで実施された大量導入によりザポリージャ市電の営業用車両がT3に統一された時期も存在した。
ソビエト連邦の崩壊後、運営組織がそれまでのザポリージャ市からザポロージェエレクトロトランスへ移管されて以降は、一部の路線・系統の廃止、老朽化が進んだ第2車庫の閉鎖などの規模の縮小が行われている。だが、その一方で2002年には一部区間の延伸が行われている他、2010年代以降は老朽化したタトラT3を更新した部分超低床電車の導入が進んでおり、既存の路線についても線路や施設の大規模な更新工事が継続して行われている。

## 運行

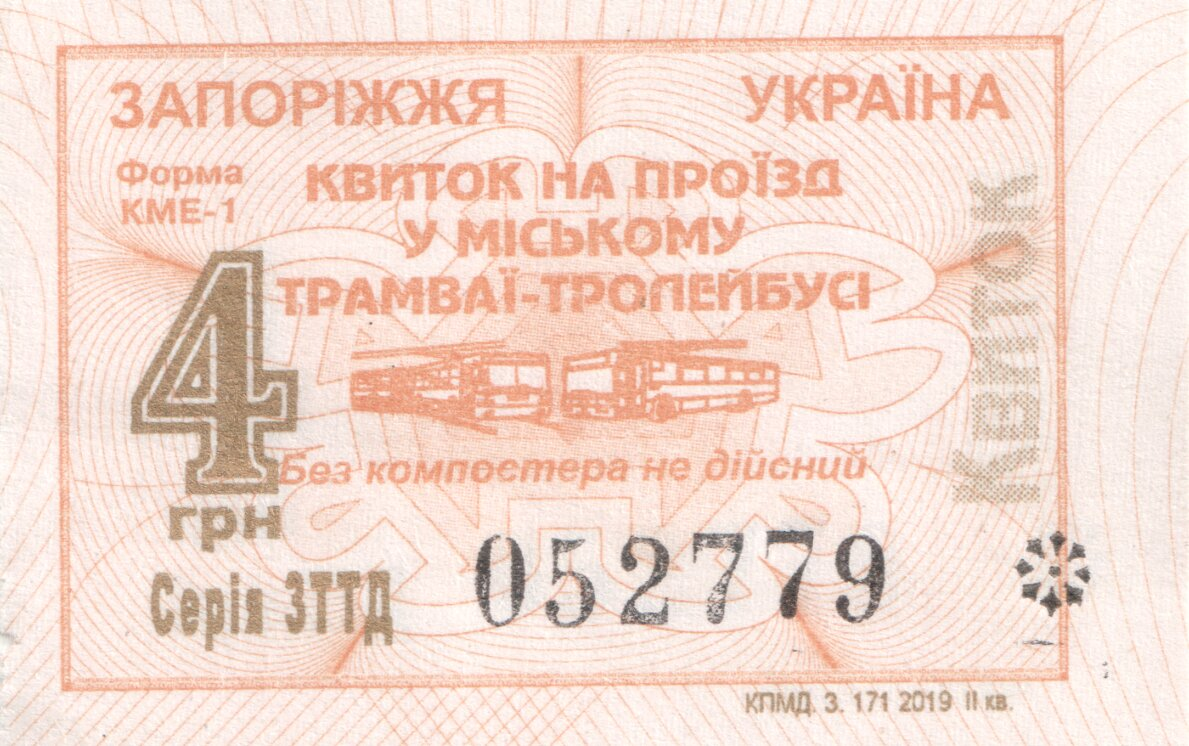
乗車券（2019年発行分）

2020年現在、ザポリージャ市電には以下の6系統が設定されている。これに加えて12号線（Майдан Волі - Запоріжжя-Ліве）も存在するが、線路や架線の更新工事の影響で同年3月16日以降一時的に運行を停止している。運賃はトロリーバスと共に4フリヴニャで、60フリヴニャ分の月額券や学生や企業向けの定期券の発行も行われている。
| 系統番号 | 起点                             | 終点                             | 営業キロ | 備考   |
| -------- | -------------------------------- | -------------------------------- | -------- | ------ |
| 3        | Запоріжжя-ліве                   | Залізничний вокзал "Запоріжжя-1" | 14.71km  | [ 12 ] |
| 8        | Павло-Кічкас                     | завод "Кремнійполімер"           | 6.06km   | [ 13 ] |
| 10       | майдан Волі                      | М'ясокомбінат                    | 8.05km   | [ 14 ] |
| 14       | Запоріжцирк                      | Автострада                       | 13.43km  | [ 15 ] |
| 15       | майдан Волі                      | м/н Шевченківський               | 7.4km    | [ 16 ] |
| 16       | Залізничний вокзал "Запоріжжя-1" | Павло-Кічкас                     | 18.33km  | [ 17 ] |

路線図
系統図
3号線
8号線
10号線
12号線
14号線
15号線
16号線

## 車両

### 現有車両
2020年現在、ザポリージャ市電に在籍する車両は以下の通りである。

#### T3

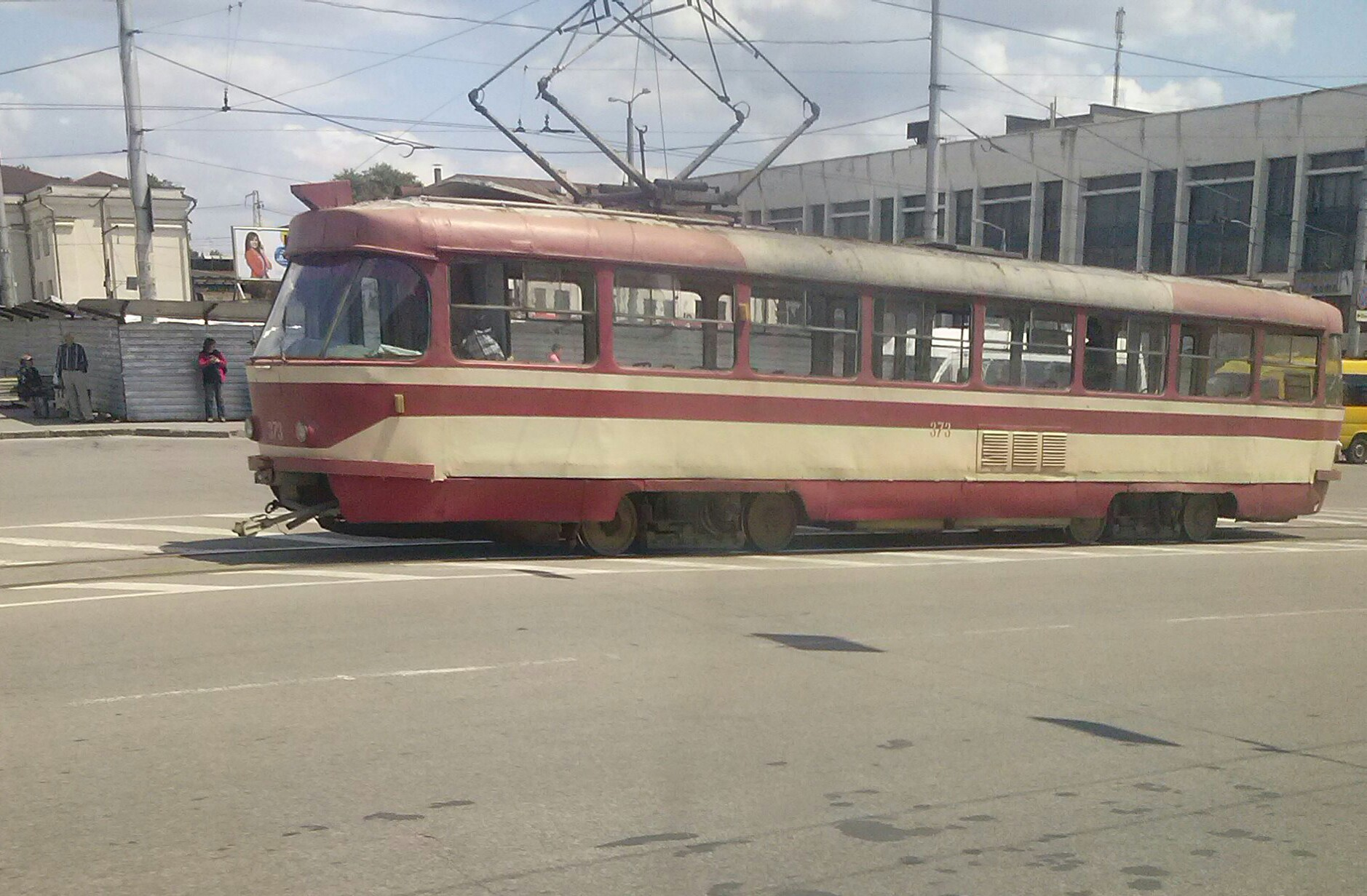
T3（2016年撮影）

チェコスロバキア（現：チェコ）のČKDタトラで開発された、振動や騒音を抑えた台車や機器を有する高性能路面電車。ザポリージャ市電には1965年にキエフ市電（現・キーウ市電）から転属した車両が営業運転を開始した他、翌1966年から1987年まで計304両という新造車両の大量導入も実施された。また、1980年代から1990年代にはマリウポリ（マリウポリ市電、10両）、モスクワ（モスクワ市電、16両）、ドニプロゼルジーンシク（ドニプロゼルジーンシク市電、20両）からの転属・譲受車両も運用に就き、T3以前に在籍していた旧型車両は全て置き換えられた。2020年時点でも61両が在籍する他、一部車両は後述するT3UA-3-ZPへの更新工事が行われている。

#### T-3M

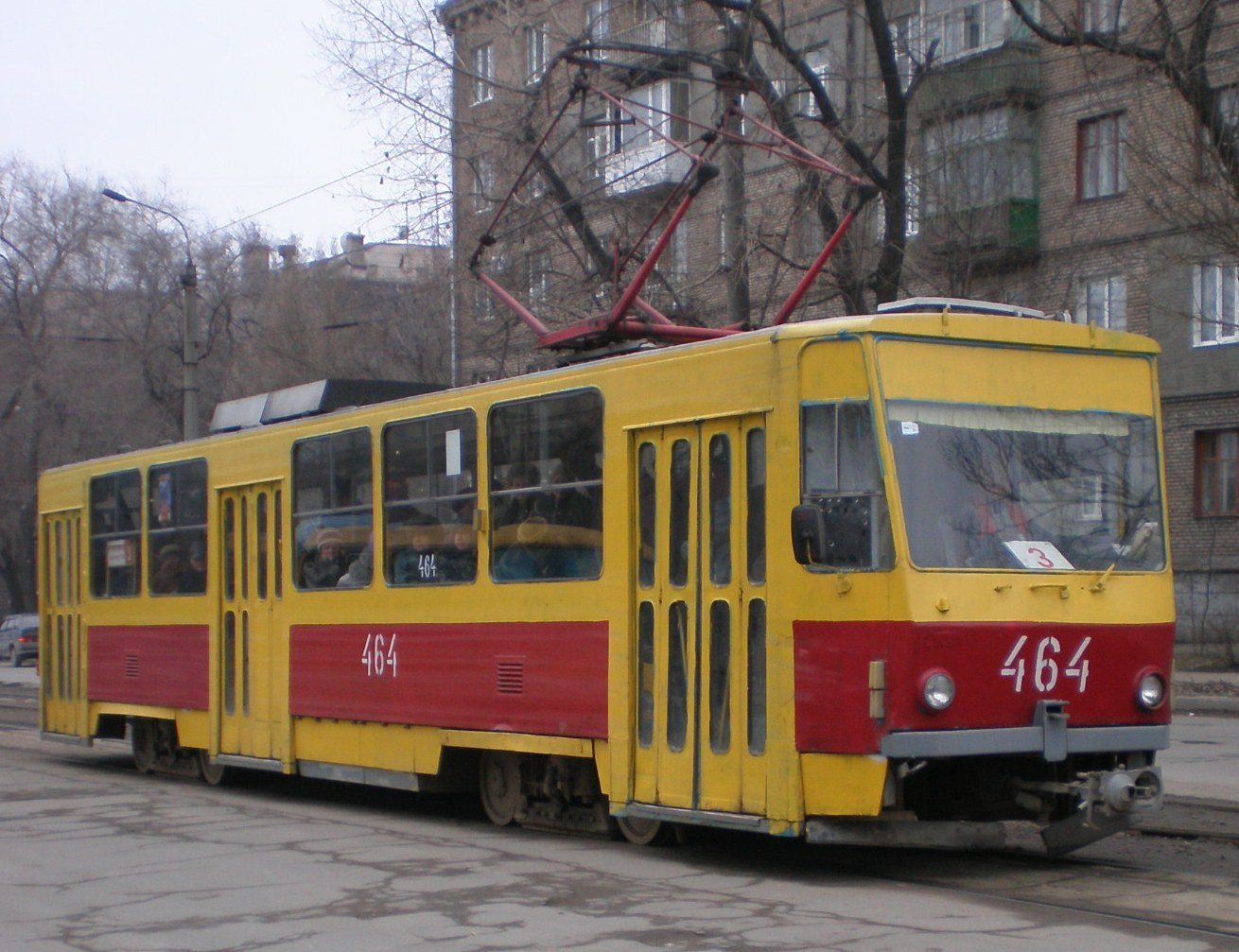
T-3M（2009年撮影）

ソ連時代末期の1988年から崩壊後の1994年まで導入された、T3の改良形式。多くの車両はČKDタトラで製造されたが、ソ連崩壊後に導入された車両についてはウクライナの国内企業であるタトラ＝ユークによるライセンス生産が実施された。2020年現在は両タイプ合わせて48両が在籍しており、2017年以降は塗装変更や内装の改良などの更新工事が進められている。

#### K-1
タトラ＝ユークが独自に開発した、単行運転に対応したボギー車。ザポリージャ市電には1両のみ導入され、2020年現在も在籍する。

#### T3UA-3-ZP・T3-KVP

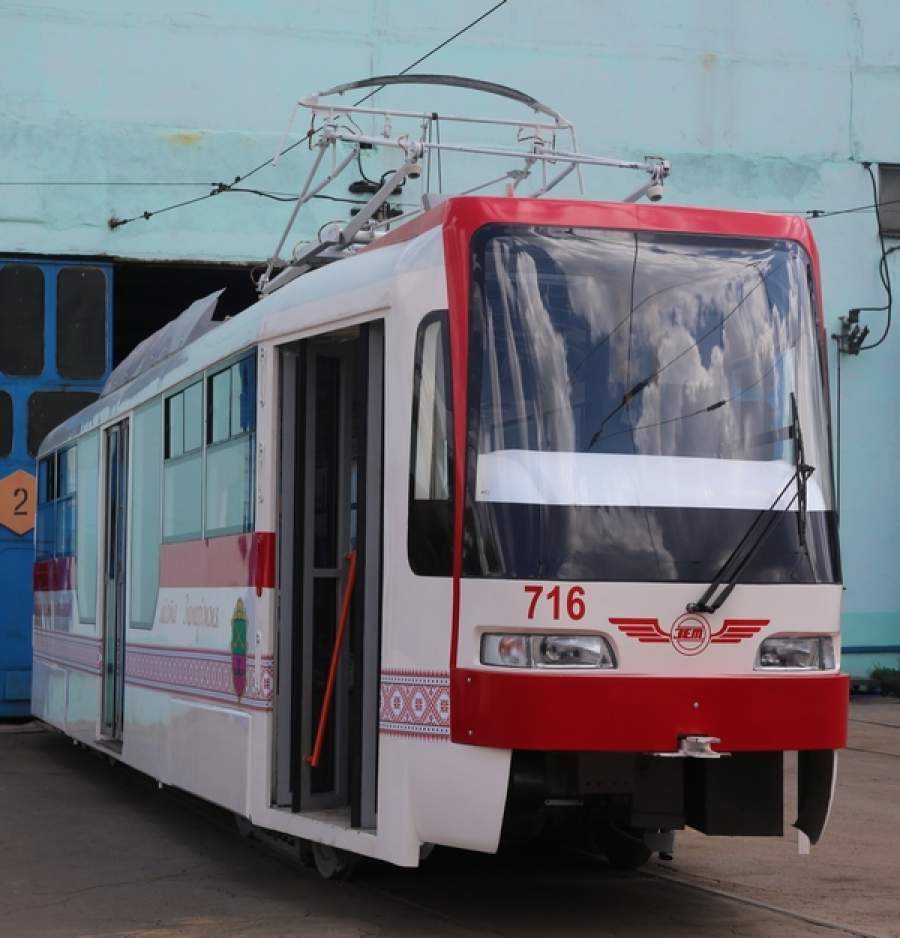
T3UA-3-ZP（2017年撮影）

老朽化したT3の台車や一部機器を流用して製造された車体更新車（機器流用車）。車体中央が低床構造となっている部分超低床電車で、同様の形態を有する新造車両と比べ安価での導入およびバリアフリーの促進が可能という利点を持つ。車体はチェコのアライアンスTWが展開する同様の車体をライセンス契約の元で生産するウクライナのポリテクノサービス（Політехносервіс）が製造し、最終組み立てはザポリージャ市電の工場内で行われる。
2017年7月27日から営業運転を開始し、2020年現在10両が在籍する。更に同年以降6両が増備されているが、これらの車両は形式名が「T3-KVP（Т3-КВП）」に改められ、前面形状が変更されている他、内装や照明、暖房装置にも改良が施されている。

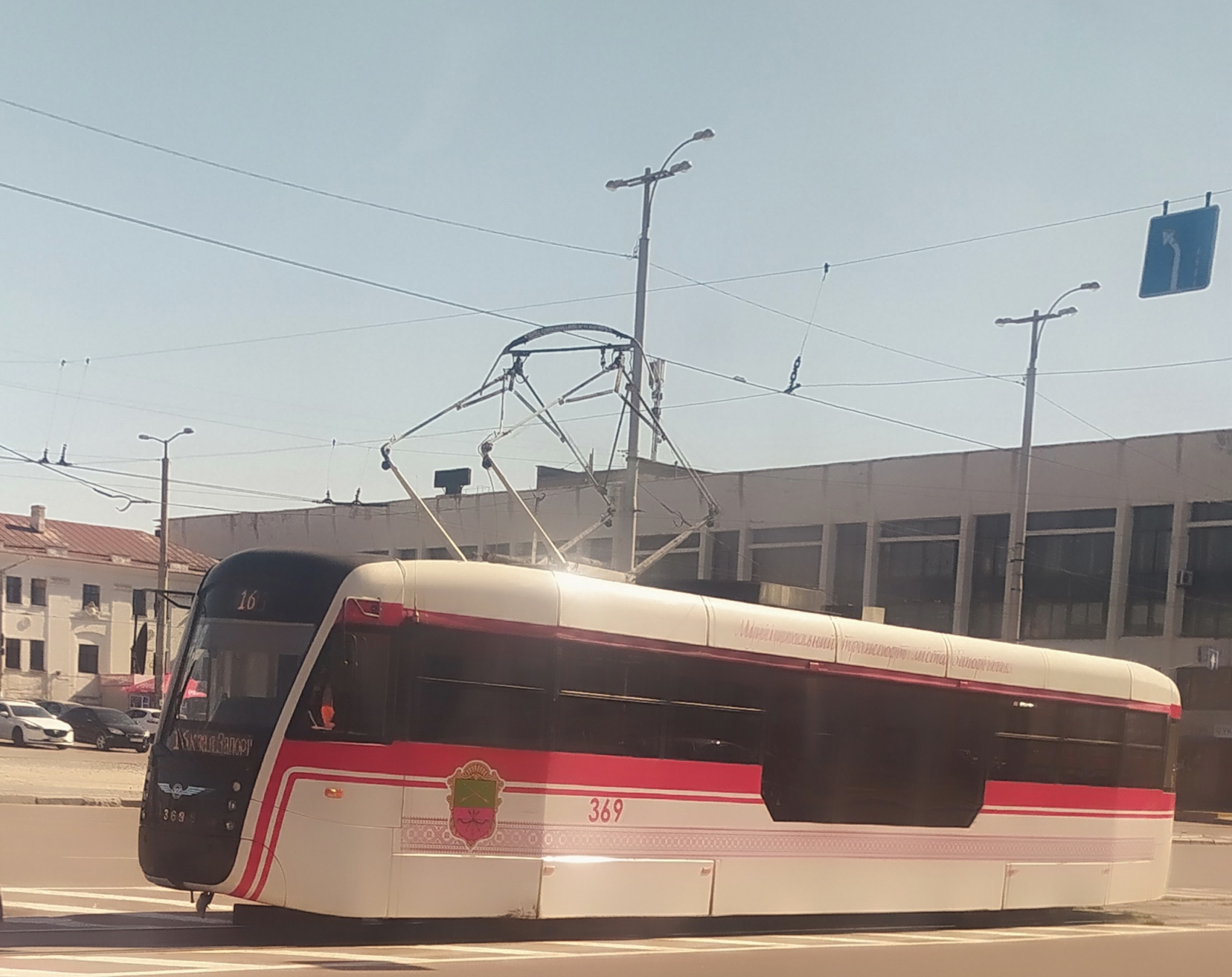
T3-KVP（2021年撮影）

#### KT4DM・KT4DtM

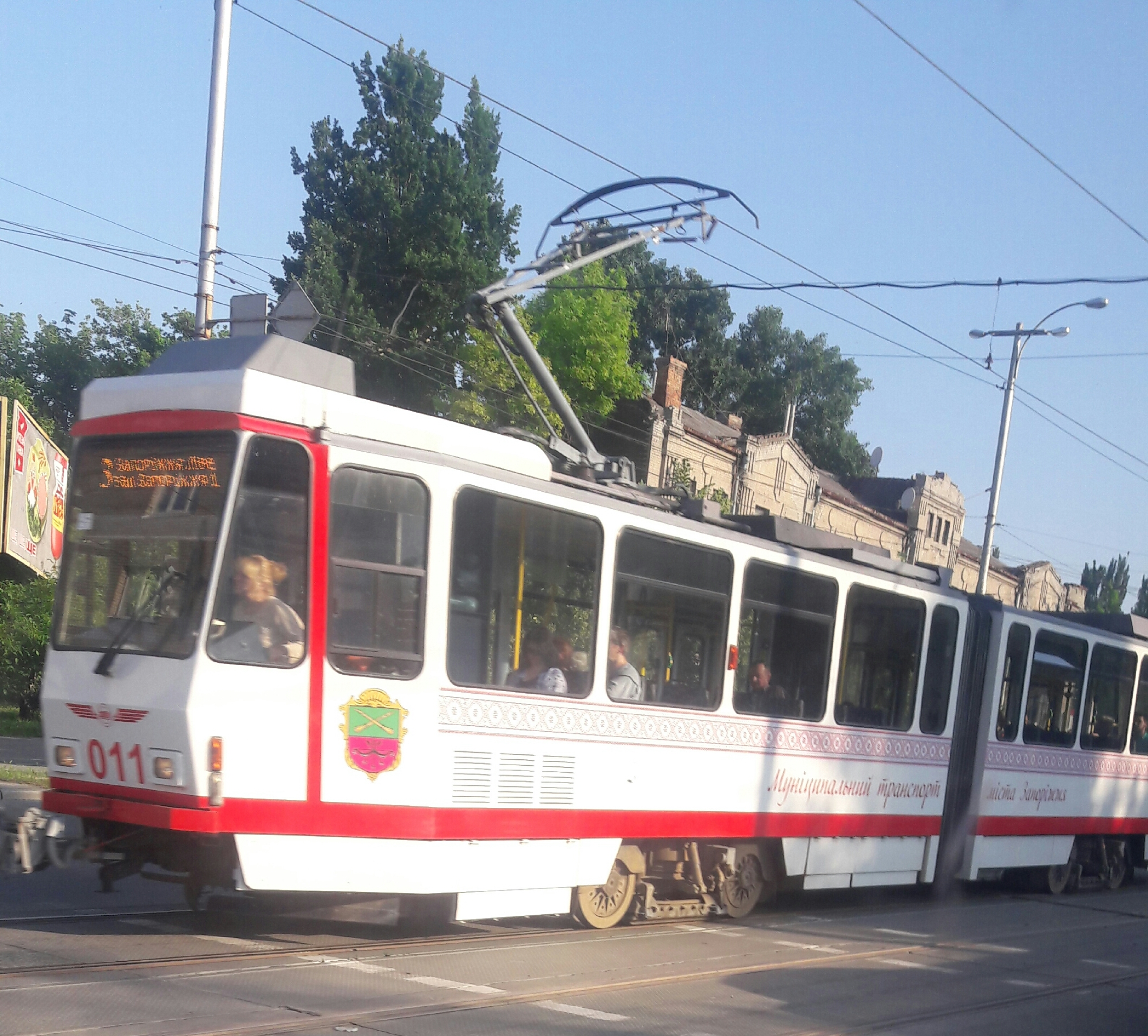
KT4DM（2019年撮影）

ドイツ（旧：東ドイツ）のベルリン市電に導入された2車体連接車のKT4や電機子チョッパ制御に対応した改良型のタトラKT4tのうち、1990年代に内装や機器などの更新工事が実施された形式。超低床電車の増備により置き換えが進む一方で他国の路面電車への譲渡が積極的に行われており、ザポリージャ市電にも2020年の時点でKT4DMが7両、KT4DtMが6両在籍する。譲渡に合わせて塗装がザポリージャ市電の標準色に変更されている他、ベルリン市電（1,435 mm）と軌間が異なる事から台車の改良工事も実施されている。

### 過去の車両
1932年の開通以降、1960年代までザポリージャ市電にはソ連国内で製造された路面電車車両が多数導入された。その中で、戦後に導入された2軸車であるKTM-1（電動車）とKTP-1（付随車）については、ボギー車（RVZ-6、MTV-82）が1980年代初頭までに営業運転を離脱して以降も使用が続き、晩年には両形式最後の定期運用が組まれていたが、1986年までに引退した。